# Hetaerius ferrugineus
Hetaerius ferrugineus là một loài bọ cánh cứng trong họ Histeridae.

## Hình ảnh

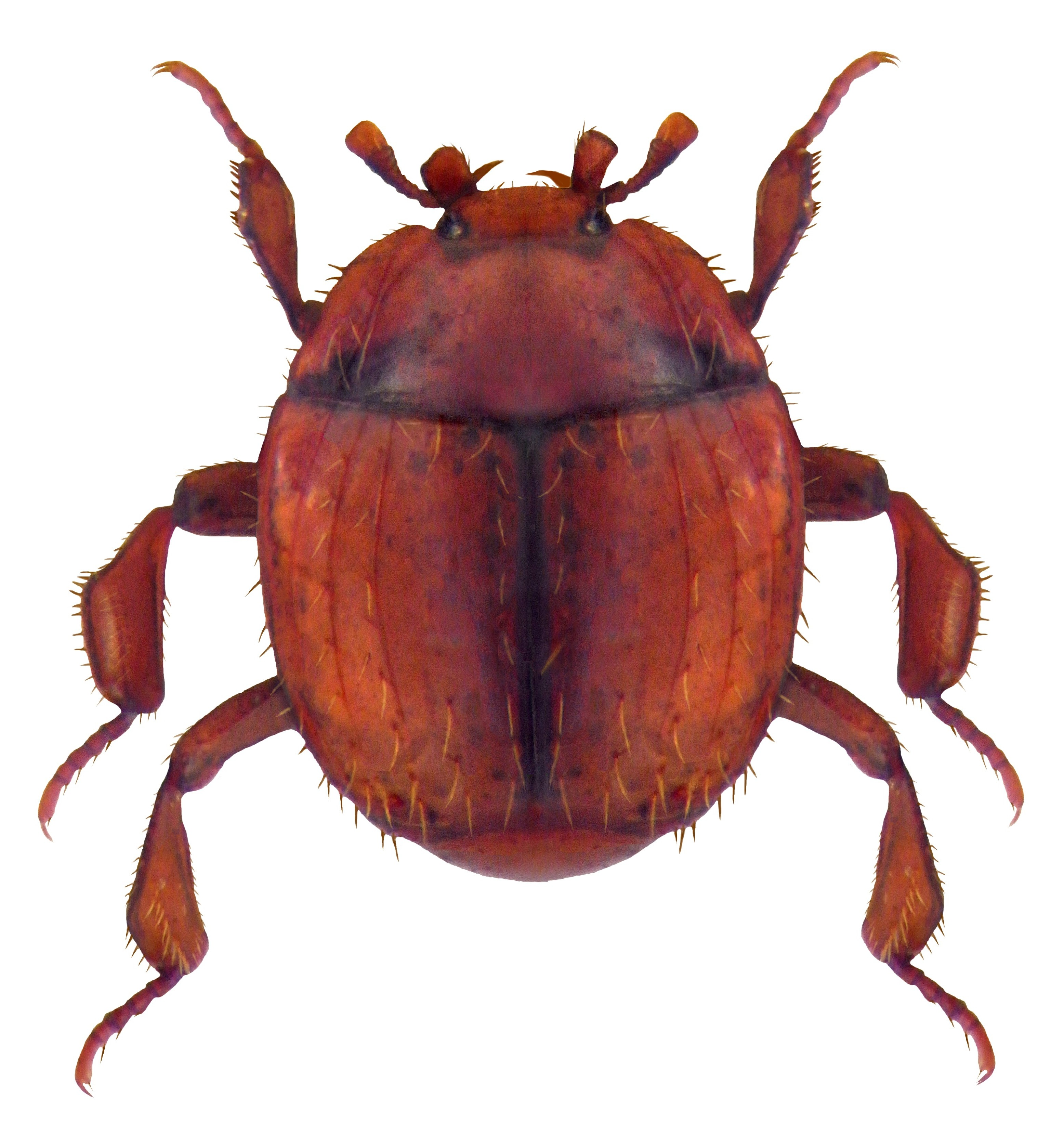
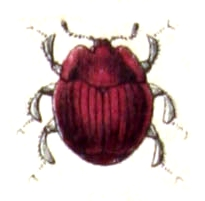